# Abborrtjärnen (Lindome socken, Halland)
Abborrtjärnen är en sjö i Mölndals kommun i Halland och ingår i Kungsbackaåns huvudavrinningsområde. Sjön är 7,7 meter djup, har en yta på 0,025 kvadratkilometer och är belägen 95 meter över havet.